# پورتجیسکلوف
پورتجیسکلوف (به لاتین: Poortjieskloof Dam) یک سد قوسی در آفریقای جنوبی است که در کیپ غربی واقع شده‌است.